# Tilt test
Il “tilt test” (anche noto come “Head Up Tilt Test” o “test di stimolazione ortostatica passiva”) è un esame diagnostico che permette di monitorare la frequenza cardiaca e la pressione arteriosa sistemica in clinostatismo (paziente sdraiato), nel passaggio dal clinostatismo all'ortostatismo (paziente in piedi) e per 20-30 minuti durante la posizione eretta. Il test è un metodo di comune utilizzo clinico per la diagnosi delle sincopi di origine sconosciuta e per la  valutazione dei pazienti con sintomi aspecifici, quali sensazioni di instabilità o disequilibrio. Il test nei pazienti con instabilità permette di evidenziare un'eventuale ipotensione ortostatica e di correlare la risposta pressoria con l'insorgenza dei sintomi.

## Metodo d'esecuzione
Il paziente viene inizialmente assicurato tramite delle cinture di sicurezza  su un apposito lettino inclinabile all'estremità del quale vi è una pedana che permette di appoggiare saldamente i piedi. Dopo una registrazione standard dell'elettrocardiogramma (ECG) in condizioni basali, si procede alla misurazione, al 1º, 5º e 10º minuto di clinostatismo (paziente sdraiato), della pressione arteriosa con sfigmomanometro, della frequenza cardiaca mediante monitoraggio continuo dell'ECG, della frequenza respiratoria e della saturazione di ossigeno. Dopo 10 minuti di clinostatismo il lettino viene inclinato a 60°–80° e la posizione viene mantenuta per un periodo di 20 o 30 minuti o fino all'insorgenza di sintomi o di riduzioni significative della pressione arteriosa o della frequenza cardiaca. Il monitoraggio dell'ECG è continuo, mentre la pressione arteriosa viene misurata ciclicamente.  In alcuni casi possono essere utilizzati farmaci ad attività vasodilatatrice (normalmente isoprotenerolo o nitroglicerina) che aumentano la risposta fisiologica alla posizione eretta.

## Applicazioni
Il tilt test viene comunemente utilizzato per la diagnosi delle sincopi vaso-vagali o neuro-mediate. Nei pazienti con sincopi vaso-vagali o neuro-mediate, l'iperattività  simpatica  indotta dalla riduzione del ritorno venoso in posizione eretta stimola i meccanocettori cardiaci e carotidei, i quali attivano i riflessi  vagali responsabili della bradicardia e della caduta della pressione arteriosa (Riflesso di Bezold–Jarisch). 
Inoltre il suo utilizzo è utile per la valutazione dei pazienti in cui si sospetti una ipotensione ortostatica e che si presentano con sintomi sfumati quali sensazione di svenimento imminente, senso di instabilità, capogiro, perdita dell'equilibrio. Infine il test può risultare  un utile strumento che permette all'otorinolaringoiatra di diagnosticare un'eventuale predisposizione a una reazione vasovagale o un'intolleranza alla posizione ortostatica in quei pazienti che, pur non avendo disturbi che originano dal sistema vestibolare dell'orecchio interno, riportano disturbi dell'equilibrio aspecifici, quali  vertigini, senso di instabilità, sensazione di caduta  o svenimento imminente, confusione mentale o  capogiri.